# Kashauna Williams
Kashauna Anita Williams (Los Angeles, 12 gennaio 1999) è una pallavolista statunitense, opposto della Black Angels Perugia.

## Caratteristiche tecniche
Inizia la sua carriera nel ruolo di schiacciatrice, ma durante l'esperienza con le PFU BlueCats Kahoku cambia ruolo in quello di opposto.

## Carriera

### Club
Muove i primi passi nei tornei scolastici californiani con la El Camino Real Charter HS, da cui approda alla lega universitaria NCAA Division I, giocando dal 2018 al 2021 con la CSU Long Beach e nel 2022 si trasferisce alla Penn State, dove conclude la sua carriera universitaria.
Inizia la sua carriera da professionista a Porto Rico, disputando la Liga de Voleibol Superior Femenino 2023 con le Criollas de Caguas, mentre nella stagione 2023-24 prende parte alla Volley League con il PAOK; conclusi gli impegni con la formazione greca, partecipa brevemente alla Proliga 2024 con il Jakarta BIN senza concludere il torneo, mentre nel campionato seguente è di scena nella SV.League giapponese con le PFU BlueCats Kahoku.
Nel campionato 2025-26 viene ingaggiata dalla Black Angels Perugia, nella Serie A1 italiana.